# 도쿄 임해 고속 철도 린카이선
도쿄 임해 고속 철도 린카이 선(일본어: 東京臨海高速鉄道りんかい線)은 도쿄 임해 고속 철도의 철도 노선이다. 도쿄도 고토구에 있는 신키바역과 시나가와구에 있는 오사키역을 잇는다.
개업 당시의 명칭은 임해부도심선(일본어: 臨海副都心線)이었다.

## 노선 정보
- 노선 거리: 12.2km
- 궤간: 1067mm
- 역 수: 8
- 복선구간: 전 구간
- 전철화 구간: 전 구간 직류 1500V 전철화
- 지상 구간: 신키바 역 ~ 시노노메 역, 오사키 역
- 지하 구간: 국제전시장역 ~ 오이마치 역
- 보안 장치: ATS-P

## 역사
- 1996년 3월 30일 - 신키바 역 ~ 도쿄 텔레포트 역이 개통.
- 2000년 9월 1일 - 노선 명칭을 '린카이 선'으로 변경.
- 2001년 3월 31일 - 도쿄 텔레포트 역 ~ 덴노즈 아일 역이 개통.
- 2002년 12월 1일 - 덴노즈 아일 역 ~ 오사키 역이 개통, 사이쿄 선과 직결 운행 시작.

## 역 목록
| 역 번호 | 역명              | 일어 역명      | 접속 노선                                                                 | 역간 거리 | 누적 거리 | 소재지   | 소재지         |
| ------- | ----------------- | -------------- | ------------------------------------------------------------------------- | --------- | --------- | -------- | -------------- |
| R 01    | 신키바            | 新木場         | 게이요 선 (JE 05) 도쿄 지하철 유라쿠초 선 (Y-24)                          |           | 0.0       | 도 쿄 도 | 고 토 구       |
| R 02    | 시노노메          | 東雲           |                                                                           | 2.2       | 2.2       | 도 쿄 도 | 고 토 구       |
| R 03    | 고쿠사이텐지조    | 国際展示場     | 유리카모메 도쿄 임해 신교통 임해선 (아리아케역, U-12)                     | 1.3       | 3.5       | 도 쿄 도 | 고 토 구       |
| R 04    | 도쿄 텔레포트     | 東京テレポート |                                                                           | 1.4       | 4.9       | 도 쿄 도 | 고 토 구       |
| R 05    | 덴노즈 아일       | 天王洲アイル   | 도쿄 모노레일 하네다 공항선 (MO 02)                                       | 2.9       | 7.8       | 도 쿄 도 | 시 나 가 와 구 |
| R 06    | 시나가와 시사이드 | 品川シーサイド |                                                                           | 1.1       | 8.9       | 도 쿄 도 | 시 나 가 와 구 |
| R 07    | 오이마치          | 大井町         | 게이힌 도호쿠 선 (JK 19) 도쿄 급행 전철 오이마치 선 (OM 01)               | 1.6       | 10.5      | 도 쿄 도 | 시 나 가 와 구 |
| R 08    | 오사키            | 大崎           | 사이쿄 선 (JA 08, 직결 운행) 야마노테 선 (JY 24) 쇼난 신주쿠 라인 (JS 17) | 1.7       | 12.2      | 도 쿄 도 | 시 나 가 와 구 |

## 차량
- 205계
- E233계
- 70-000형